# Jan Decorte
Jan Decorte (Wilrijk, 9 mei 1950) is een Belgisch toneelregisseur en -acteur en voormalig volksvertegenwoordiger. Hij is artistiek leider van het toneelgezelschap Bloet.

## Biografie
Jan Decorte is de zoon van de acteurs Marc Decorte en Jo Crab. Marc Decorte was tijdens de Tweede Wereldoorlog lid van de met de Duitsers collaborerende Vlaamse SS. Kort na de bevrijding in september 1944 werd hij  samen met andere collaborateurs door de Witte Brigade korte tijd opgesloten in de apenkooi van de Antwerpse Zoo. Omwille van zijn loyale medewerking aan de door de Duitse bezetter opgerichte Zender Brussel, de opvolger van de in 1940 ontbonden NIR, werd hij tijdens de repressie veroordeeld wegens collaboratie en voor vijf jaar uit zijn burgerrechten ontzet. Marc Decorte was ook een alcoholicus die thuis erg gewelddadig kon zijn, wat bij zijn jonge zoon Jan levenslange trauma's en een aversie voor alles wat naar Vlaams-nationalisme of (extreem)rechts neigt veroorzaakte.
Jan Decorte liep school op het Heilig Hartcollege te Tervuren. Daar was hij slachtoffer van seksueel grensoverschrijdend gedrag door priesters: "wrijven en bepotelen". In 1968 begon hij studies literatuur aan de Vrije Universiteit Brussel, maar na een half jaar hield hij het er voor bekeken, waarna hij overging naar de theaterschool Rits. Jan Decorte studeerde in 1972 af aan het Rits met een thesis over Macbeth van William Shakespeare. Vanaf 1978 was hij een tijdlang docent aan het Koninklijk Conservatorium van Brussel.

### Theater en film
Decorte schrijft eigen werken voor theater maar vertaalt en bewerkt vooral werken van Shakespeare, Goethe, Ibsen, Tsjechov en daarnaast vele anderen. Als acteur speelt Decorte altijd mee in zijn eigen producties.
Decorte speelde in 1975 de zoon van Jeanne Dielman in het drama Jeanne Dielman, 23, quai du Commerce, 1080 Bruxelles van Chantal Akerman. In 1981 brak Decorte door met de voorstelling 'Maria Magdalena'. De voorstelling werd geselecteerd voor het Holland Festival.In 1982 werd Decorte artistiek directeur van het gezelschap Het Trojaanse Paard, dat in 1997 werd omgedoopt tot Jan Decorte & Cie en nog later tot Bloet. Decorte maakte in het midden van de jaren 1970 twee films, Pierre, een zwart-witfilm waarmee hij de persprijs op het Festival van de Belgische film won, en Hedda Gabler. In  1994 creëerde hij met 'Bloetwollefduivel' een bewerking van Macbeth. In 2006 regisseerde Decorte met Dido and Aeneas zijn eerste opera, een vertaling en bewerking van de opera van Henry Purcell.
In 2009 toerde hij met theatergezelschap De Koe met de productie Een gelukkige Verjaardag rond.
Jan Decorte vertrekt in Tanzung (2010) voor het eerst resoluut vanuit beweging onder het motto: ‘taking every movement serious’. Hij schreef ook zes Engelstalige gedichten over de liefde. In 2011 creëerde Jan Decorte The Indian Queen, een bewerking van Henry Purcell, op het Kunstenfestivaldesarts.

### Televisie
Decorte raakte in 1990 bij het grote publiek bekend door het televisieprogramma Sterrenwacht, een talentenjacht voor presentatoren, waarin Decorte, die bekendstaat als een moeilijk te interviewen persoon, door ieder van de kandidaten diende geïnterviewd te worden.
Hij was te zien in het zevende seizoen van De Slimste Mens ter Wereld.

### Politiek
Decorte was einde 1991 een van de verkozenen van ROSSEM voor de Kamer van volksvertegenwoordigers, hoewel hij geen lid van die partij was en zich in de praktijk ook niets van het partijprogramma van ROSSEM aantrok. Zo had Decorte op 16 juli 1993 tegen de partijlijn in, zijn dissidente maar cruciale stem geleverd bij de goedkeuring van de door het Sint-Michielsakkoord tot stand gebrachte staatshervorming. Toen Jean-Pierre Van Rossem bij de eedaflegging van koning Albert II op 9 augustus 1993 de kreet "Vive Julien Lahaut, vive la république" uitte, kwam het tot een definitieve breuk tussen de royalist Decorte en het republikeinse ROSSEM. Decorte zetelde daarna verder als onafhankelijk volksvertegenwoordiger. Hij kwam nog wel op bij de volgende nationale verkiezingen van 1995 voor de kleine partij HOERA, maar hij geraakte niet verkozen.
In de periode januari 1992-mei 1995 had hij als gevolg van het toen bestaande dubbelmandaat ook zitting in de Vlaamse Raad, de voorloper van het huidige Vlaams Parlement.  

### Privé
Kort na zijn 18e levensjaar leerde Jan Decorte een vrouw kennen, met wie hij gedurende vijf jaar samenwoonde in Laken. Samen kregen ze een dochter. 
Decorte woont in Brussel en is de levenspartner van actrice Sigrid Vinks, die sinds 1984 in al zijn producties meespeelt. Ze leerden elkaar kennen in 1976. Dat jaar deed Jan Decorte een eerste zelfmoordpoging; later volgden er nog.
Decorte maakte meerdere periodes van zware depressie door. Hiervoor ging hij onder meer in behandeling in het Psychiatrisch Centrum Sint-Alexius te Grimbergen. Hij kende eveneens drugproblemen.

## Prijzen
- 1991: Taalunie Toneelschrijfprijs voor Meneer, de zot en het kind
- 2018: Ultima voor Algemene Culturele Verdienste